# Hala Koszyki

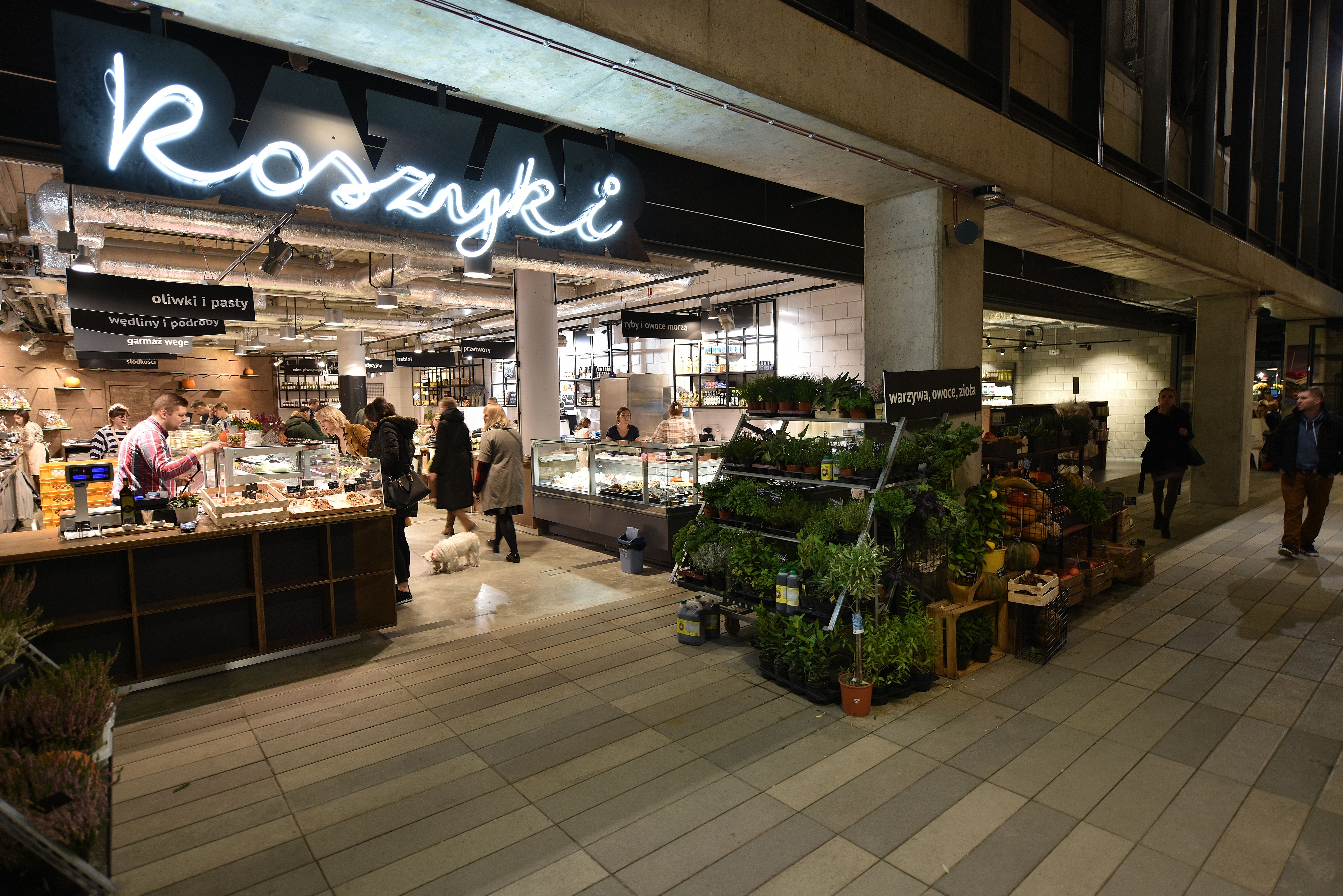
In der neu errichteten Markthalle bieten heute ein gutes Dutzend Restaurants und Delikatessenhändler ihre Dienstleistungen und Produkte an

Die Hala Koszyki ist ein Gebäudekomplex im Warschauer Innenstadtbezirk. Die Immobilie liegt an der Ulica Koszykowa 61–63, rund 200 Meter westlich der Ulica Marszałkowska. Das Gebäude wurde zu Beginn des 20. Jahrhunderts als Markthalle gebaut, im Zweiten Weltkrieg zerstört, danach wieder aufgebaut, in den 2010er Jahren fast komplett abgetragen und neu errichtet. Heute befindet sich hier neben Bürogebäuden und Gewerbe- sowie Präsentationsflächen ein moderner Food-Court, der zu einem beliebten Treffpunkt der Warschauer Bevölkerung geworden ist.

## Geschichte
Die Halle in der Ulica Koszyki war die dritte der modernen Markthallen, die um die Wende zum 20. Jahrhundert in Warschau gebaut wurden. Einige Jahre zuvor waren bereits die Mirów-Hallen sowie die im Krieg zerstörte und nicht wieder aufgebaute Anlage am früheren Plac Witkowskiego in Wola errichtet worden. Diese Hallen sollten unter anderem eine bessere Organisation des Handels ermöglichen und zur Erhöhung der hygienischen Standards beitragen – wie es bei den bislang auf Freiflächen stattgefundenen Märkten nicht möglich war. Der Ausdruck „Koszyki“ (eigentlich: geflochtene Körbe, auch: Einkaufskörbe) bezog sich auf die mit Flechtwerk verstärkten Stadtbefestigungen, die in den 1770er Jahren unter dem Großmarschall der polnischen Krone, Stanislaw Lubomirski, angelegt worden und die etwa an dieser Stelle verlaufen waren.

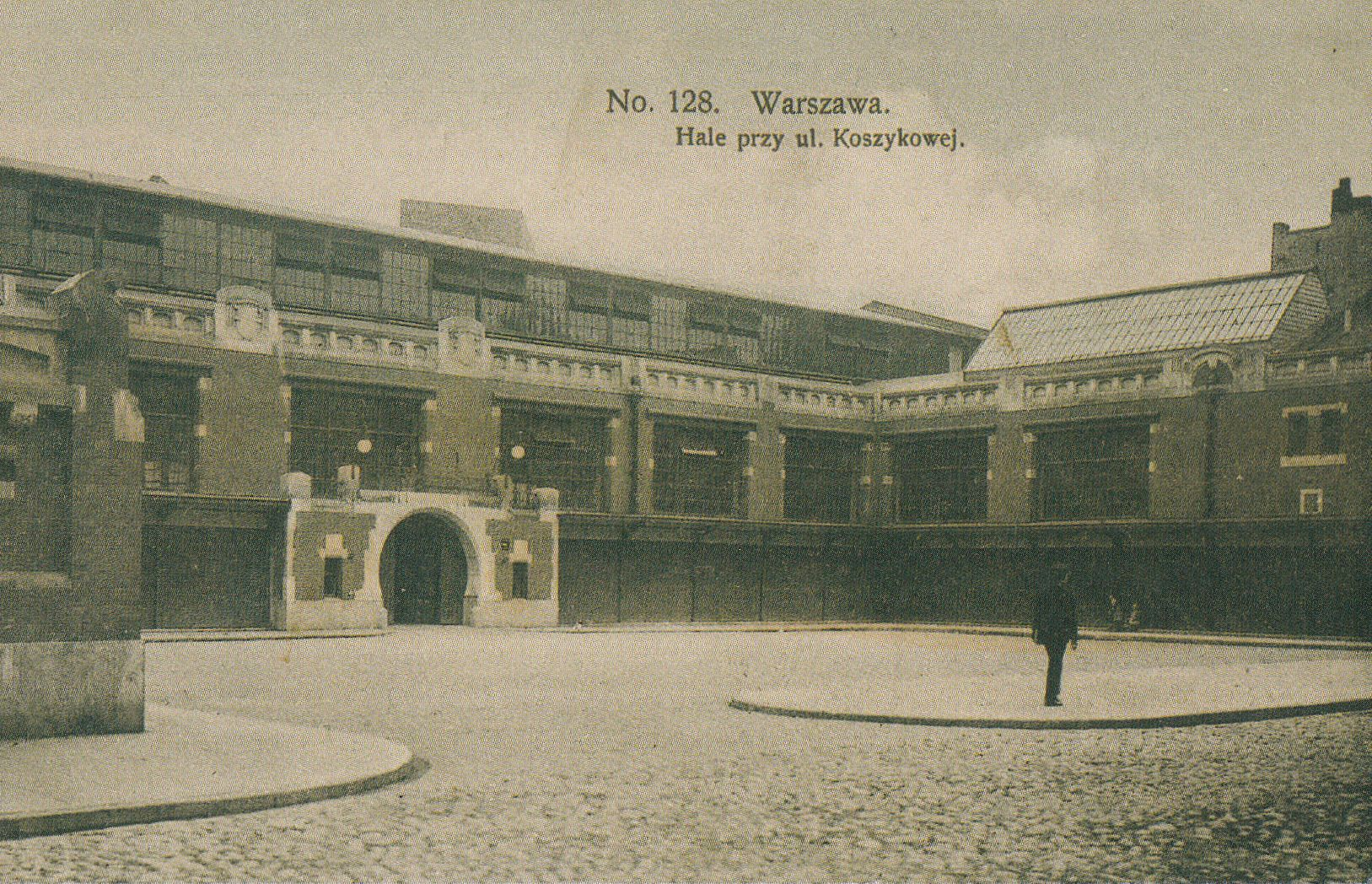
Die Halle (Vorplatz) vor der Eröffnung, 1908

Die Koszyki-Halle wurde auf dem Gelände des vorher hier befindlichen Koszyki-Gehöfts errichtet. Die Stadt hatte als Investor zwei benötigte Grundstücke für 185.205 Rubel erworben. Das Gebäude entstand von 1906 bis 1909 im Jugendstil nach einem Entwurf des Stadtarchitekten Juliusz Dzierżanowski. Die Markthalle stand auf dem Grundriss einer zur Straße offenen Klammer. Der von der Straße rund 20 Meter zurückgesetzte Hauptbaukörper (77 × 27 Meter) erhielt zwei zur Straße verlaufende, senkrechte Seitenflügel (je 15 × 15 Meter). Die Bauarbeiten wurden vom Unternehmen Kuksz i Lüdtke ausgeführt, die Stahlkonstruktion stammte aus der Werkstatt von Władysław Gostyński i S-ka. Die Baukosten beliefen sich auf 396.422 Rubel. Die skulpturalen Verzierungen an den Fassaden wurden vom Bildhauer Zygmunt Otto gestaltet. Über den beiden Eingängen der Seitenflügel befanden sich je der Kopf eines Ochsen und eine Wappenkartusche mit einem Flachrelief der Warschauer Seejungfer. Andere skulpturale Details enthielten Blumensträuße und Früchte.
In den bis zum Bürgersteig der Straße reichenden Seitenflügeln befanden sich die Fußgängerzugänge. Durch das Tor in der Mitte des zurückliegenden Hauptkörpers konnten Kraftfahrzeuge in die Halle fahren. Die Halle verfügte über vier Geschosse im vorderen Bereich; hier boten rund 60 Metzger, 10 Fischhändler, etwa 20 kleinere Geschäfte und weitere rund 150 Stände ihre Waren an. Die Gestaltung der Verkaufsstände war vorgegeben, für den Verkauf lebender Fische gab es Wasserbecken, Fleischtheken waren in Marmor ausgeführt, es gab mehrere Kühlräume und im Keller befanden sich Lagerräume der Händler. Auf dem ostwärtigen Teil des Grundstücks wurde ein Verwaltungs- und Wohngebäude errichtet.
Die Halle wurde am 2. März 1909 eröffnet und von der Bevölkerung gut angenommen. In der Zeit nach dem Ersten Weltkrieg waren alle Stände vermietet. Bald zeigte sich als Nachteil die schwierige Zufahrt und der begrenzte Zugang zu Parkmöglichkeiten in der engen Ulica Koszykowa. Im Zweiten Weltkrieg brannte die Halle während des Warschauer Aufstandes und wurde dabei großteils zerstört.

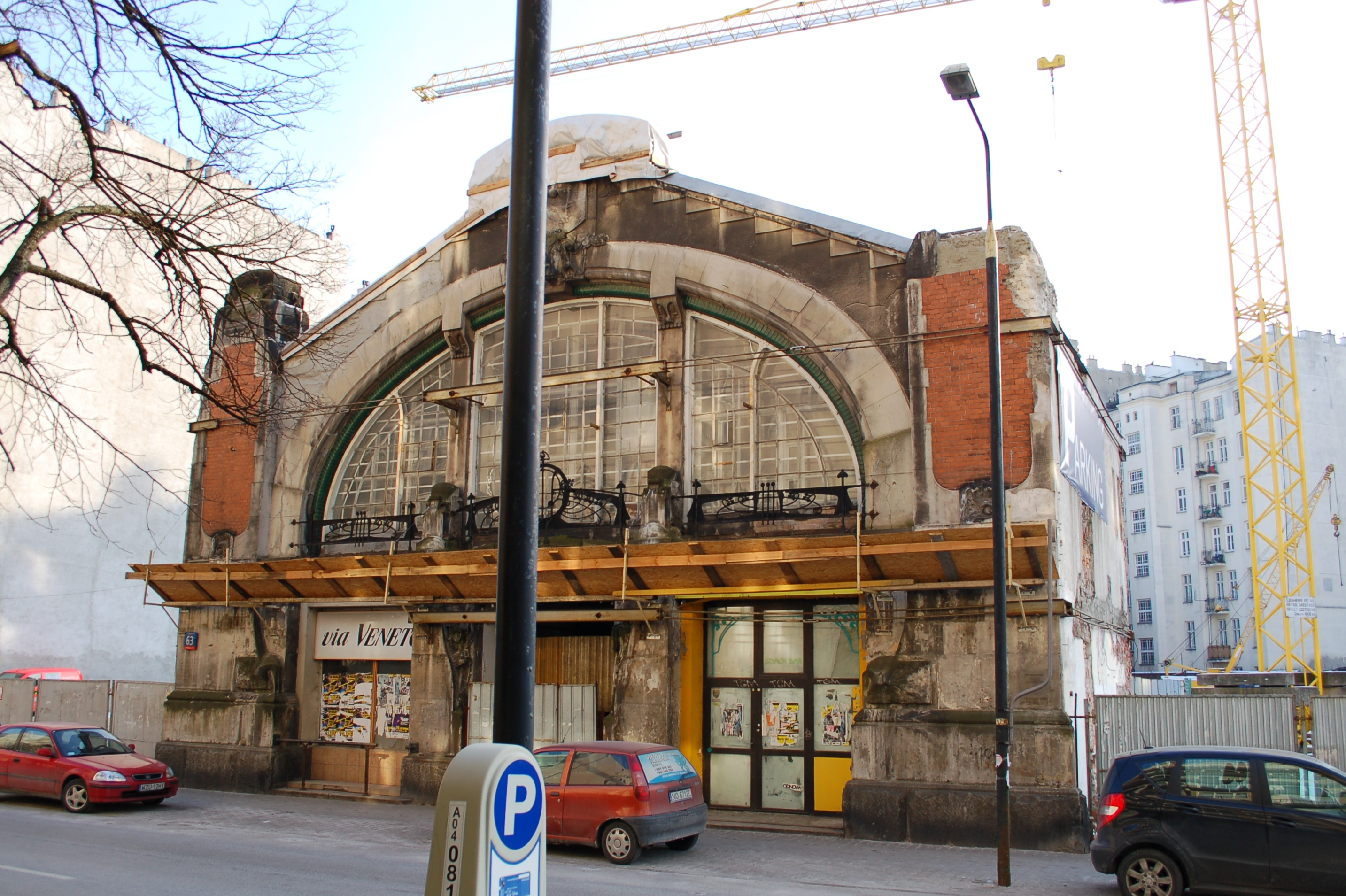
Eingangsfassade der in der Nachwendezeit verwahrlosten Halle. Die vormals im Hintergrund stehende Haupthalle wurde bereits abgerissen, 2011

### Wiederaufbau
Nach dem Wiederaufbau der Halle im Jahr 1949 übernahm die Warschauer Konsumgenossenschaft WSS Społem die Verwaltung des Gebäudes. Auf dem vorher unbebauten Innenhof wurden 1950 einstöckige Pavillons zur Erweiterung der Handelsfläche errichtet, ein Basar entstand. Ab 1963 firmierte die Koszyki-Halle unter Spółdzielczy Dom Handlowy “Koszyki”. 1964 kam es zu einer Renovierung des Gebäudes. Im selben Jahr verließen die letzten privatwirtschaftlichen Händler die Halle; es entstand ein Warenhaus, in dem verschiedene staatliche Handelsunternehmen ihre Waren verkauften, darunter der Selbstbedienungs-Lebensmittelhändler „1001 drobiazgów“ (1001 Kleinigkeiten) und das Textilwarengeschäft „2002 wzory“ (2002 Schnitte). In den 1960er Jahren besuchten täglich etwa 3000 Kunden die Halle; mit den rund 50 Läden wurden hohe Gewinne erwirtschaftet. Im Jahr 1965 erfolgte die Eintragung in das Denkmalverzeichnis.
Nachdem in der Folge die Attraktivität der Halle stetig sank, kam es 1990 zu einem erneuten Aufschwung. Die politische Wende in Polen führte zu einer teilweisen Auflösung der WSS Społem und erneut zog privatwirtschaftlicher Handel in die Markthalle.

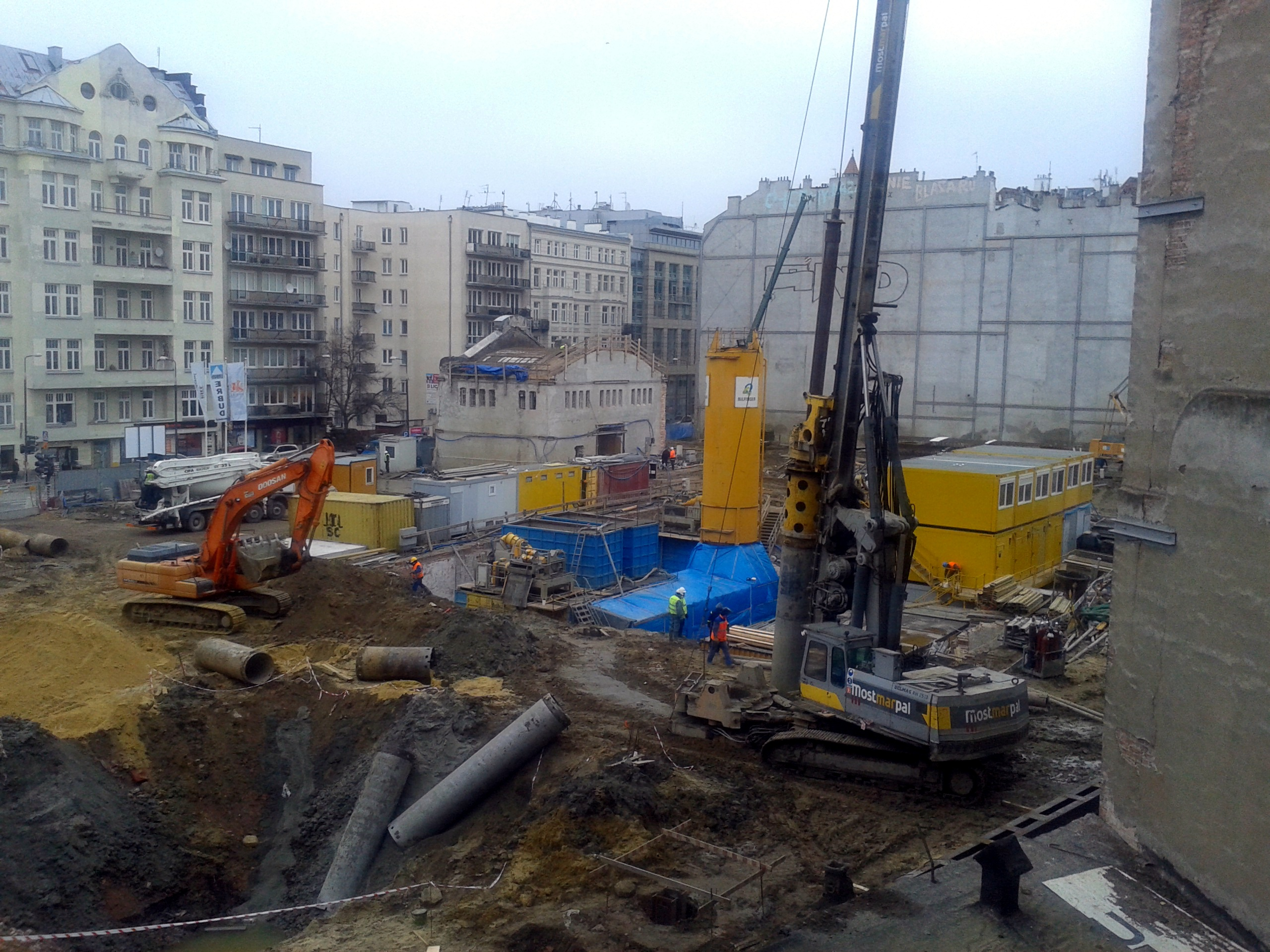
Tiefbauarbeiten nach der Übernahme durch Griffins, November 2014

### Neubau
Im Jahr 2006 erwarb der Projektentwickler Avestus Real Estate das bis dahin heruntergekommene Gebäude. Der neue Eigentümer ließ die Halle 2009 unter Aufsicht der Denkmalpflege bis auf die beiden Seitenflügel abreißen. Avestus teilte mit, dass demontierte Elemente der Hallenkonstruktion saniert und nach der Renovierung wieder in das rekonstruierte Gebäude eingesetzt werden würden. Im Folgenden kam es zu Problemen bei der Umsetzung des mit der Denkmalbehörde abgestimmten Vorgehens beim Bau neuer und der Rekonstruktion alter Bausubstanz. Im Anschluss an die Tiefbauphase (Garage) wurde die Bautätigkeit eingestellt. 2012 wurde die Immobilie von dem polnischen Immobilieninvestor Griffin erworben, der die Umsetzung der genehmigten Bauplanung ankündigte. Im Oktober 2014 kam es zur Bauwiederaufnahme.
Die wiederaufgebaute Halle wurde im Oktober 2016 eröffnet. Die restaurierten Teile der ursprünglichen, grünen Stahlkonstruktion des Hauptkörpers sowie restaurierte Jugendstilelemente der Flügel waren wiederverwendet worden. An verschiedenen Stellen waren erhaltene Fliesen eingebaut. Sogar einige historische Ladenschilder (teilweise in kyrillischer Schrift) wurden restauriert. Die ehemalige Markthalle dient nun vorwiegend bestuhlten Restaurants wie auch als Food-Court für kleinere Anbieter der Systemgastronomie. In der Mitte wurde ein langer Bartresen („Bar Koszyki“) errichtet. Daneben bieten Einzelhändler lokale und organische sowie exotische Lebensmittel an. In den obenliegenden Stockwerken der Halle befinden sich Präsentations- und Ausstellungsflächen.

## Gebäudekomplex

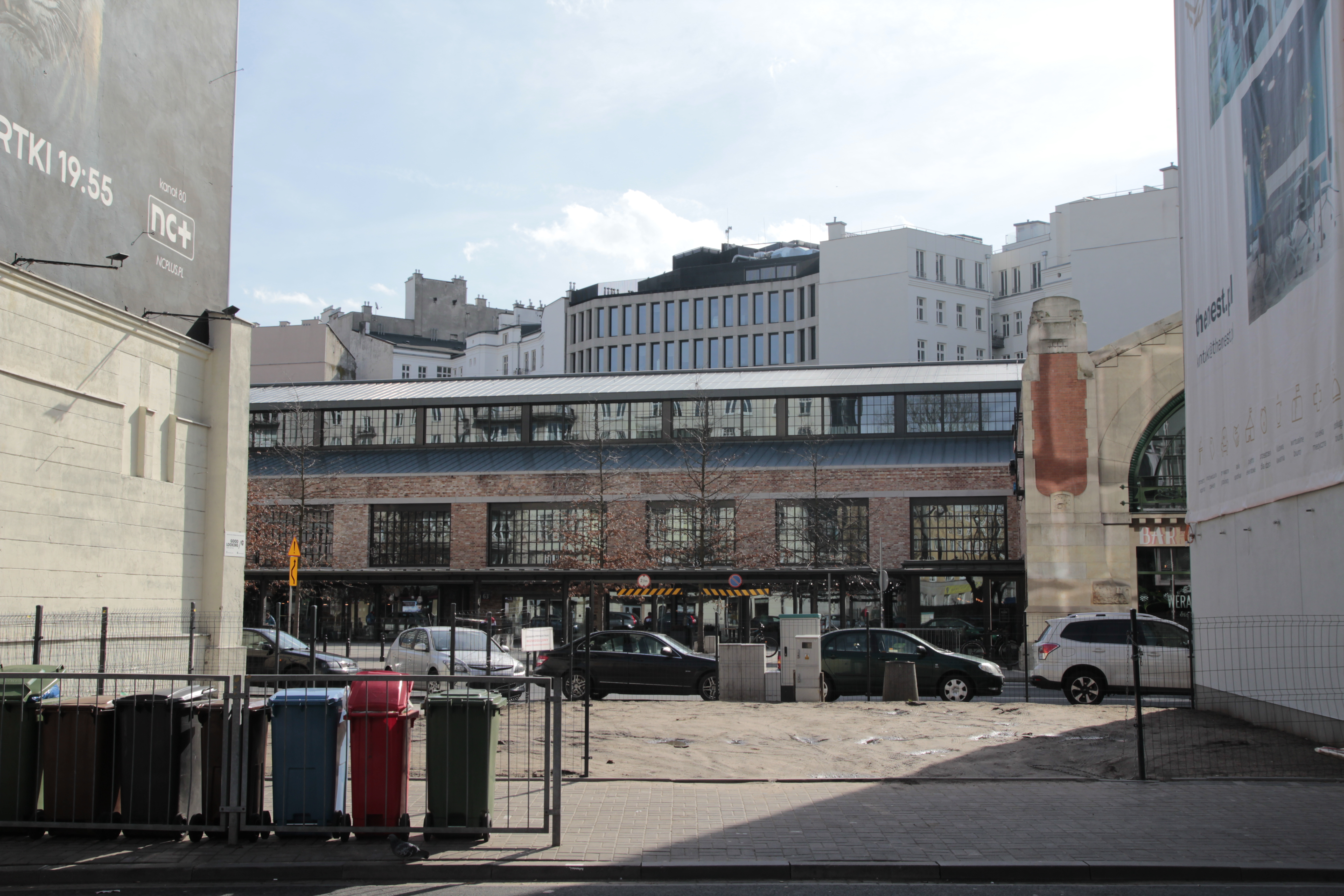
Blick auf die Haupthalle im März 2019
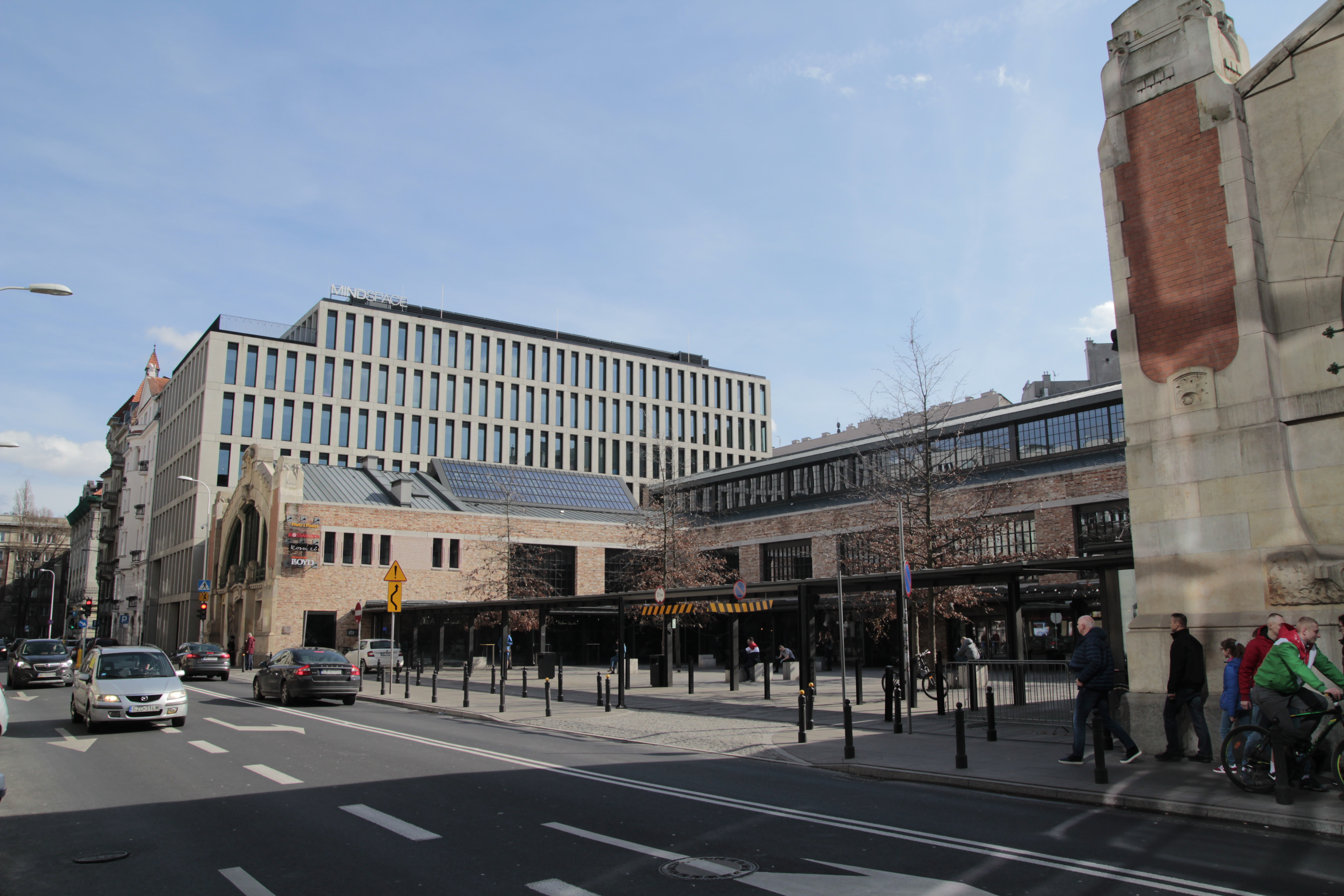
Eines der beiden flankierenden, modernen Bürogebäude
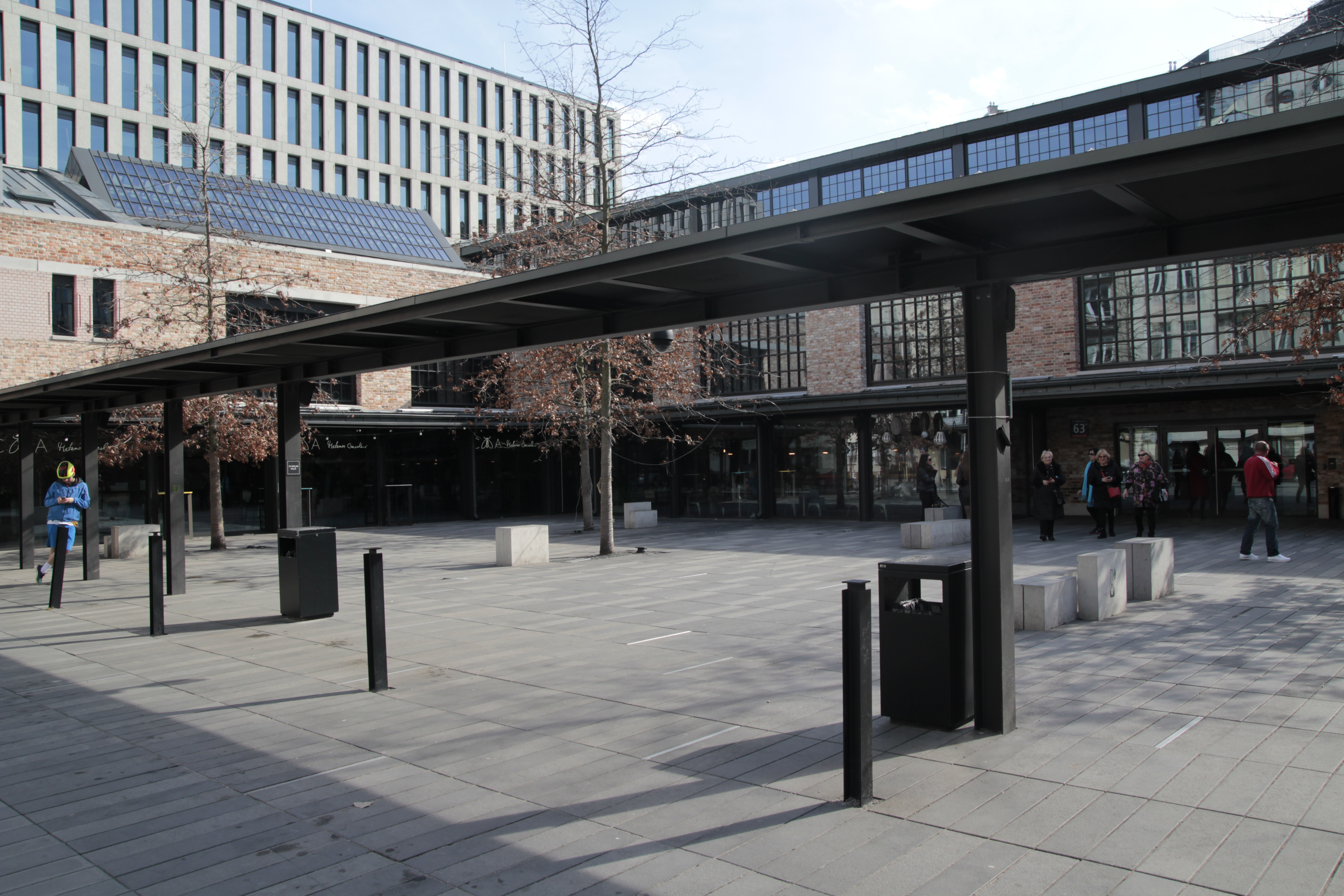
Der zur Straße offene Vorhof vor dem Hauptgebäude
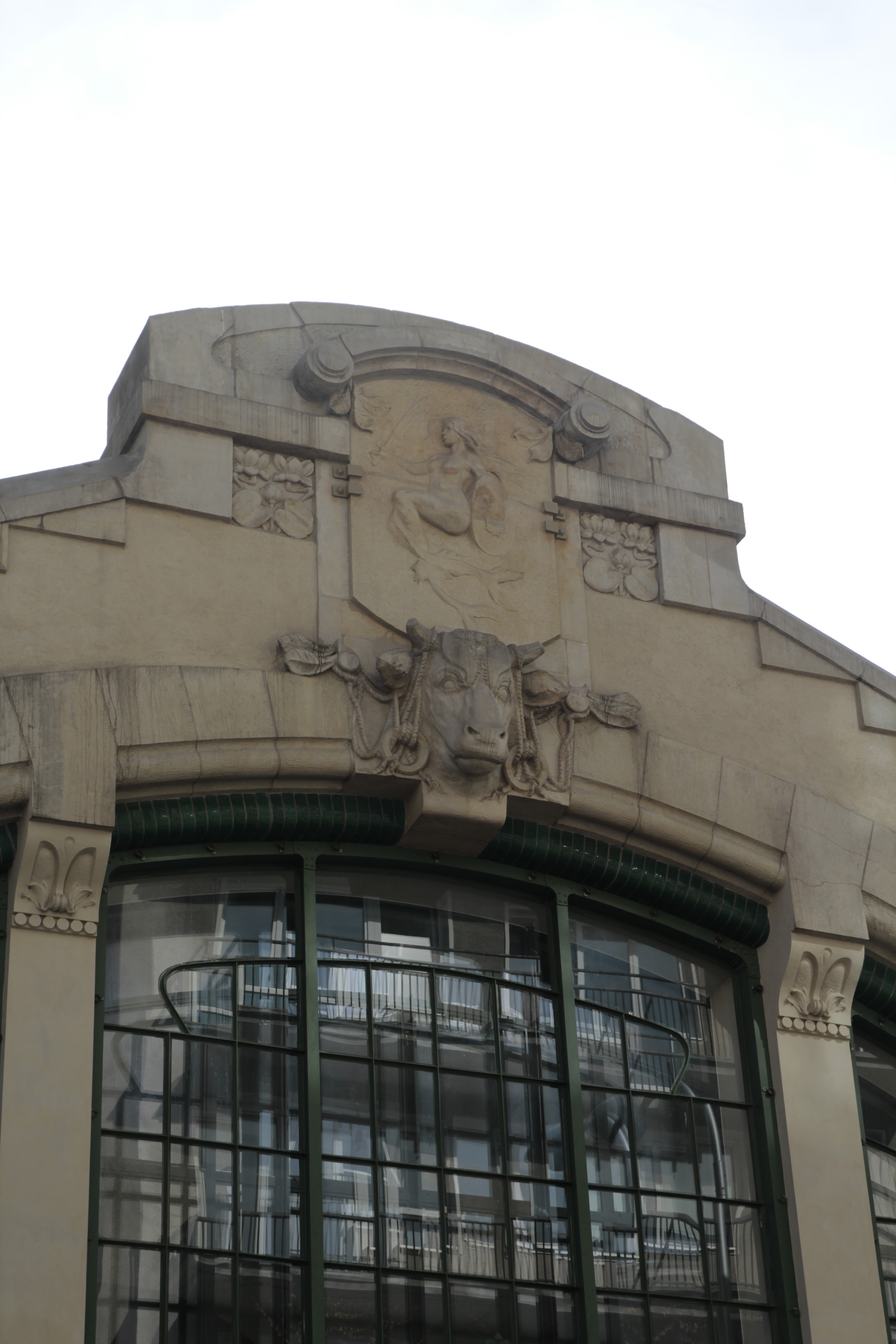
Details am Seitenflügel (Syrenka, Ochsenkopf)
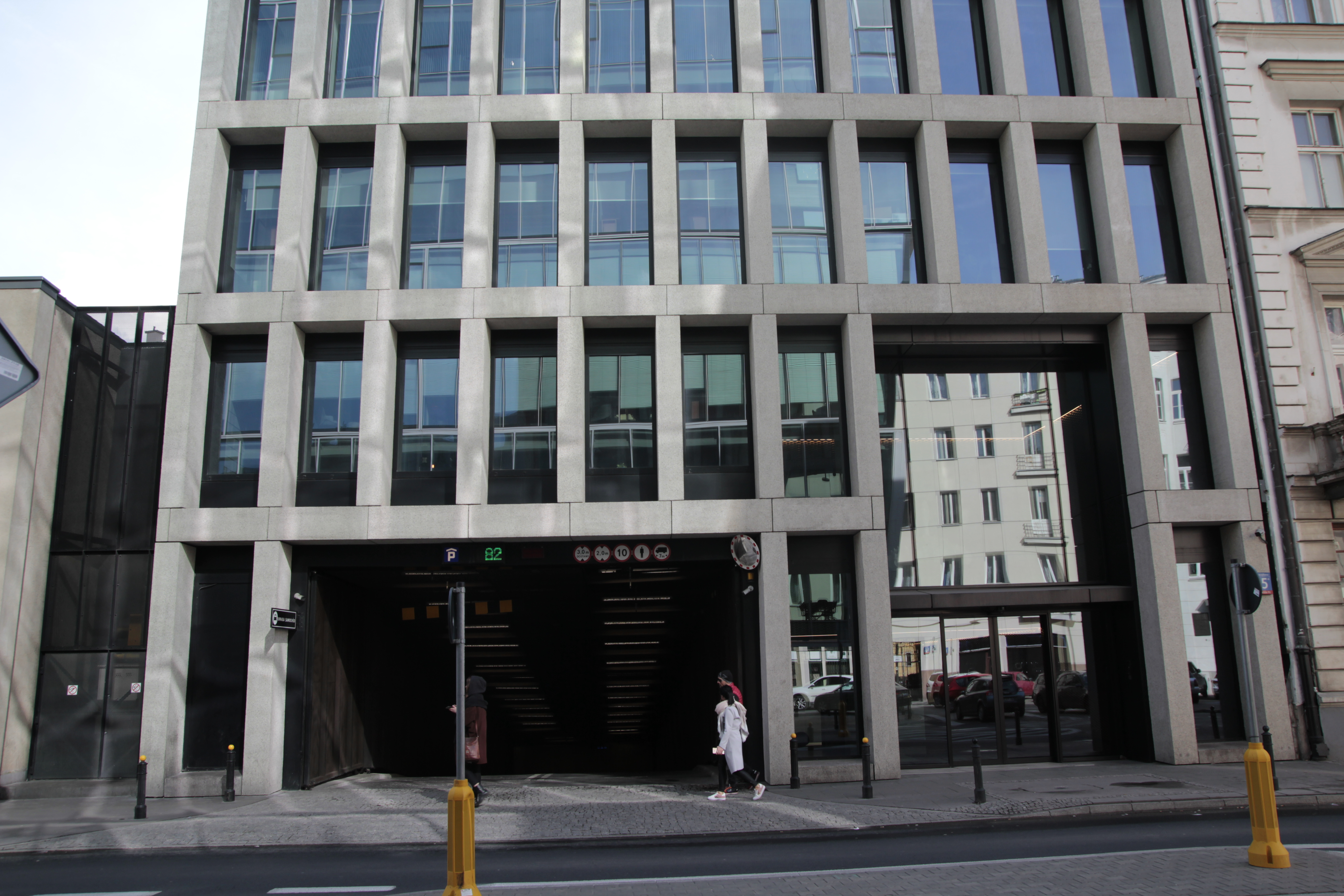
Die Zufahrt zur Tiefgarage erfolgt durch die Bürogebäude
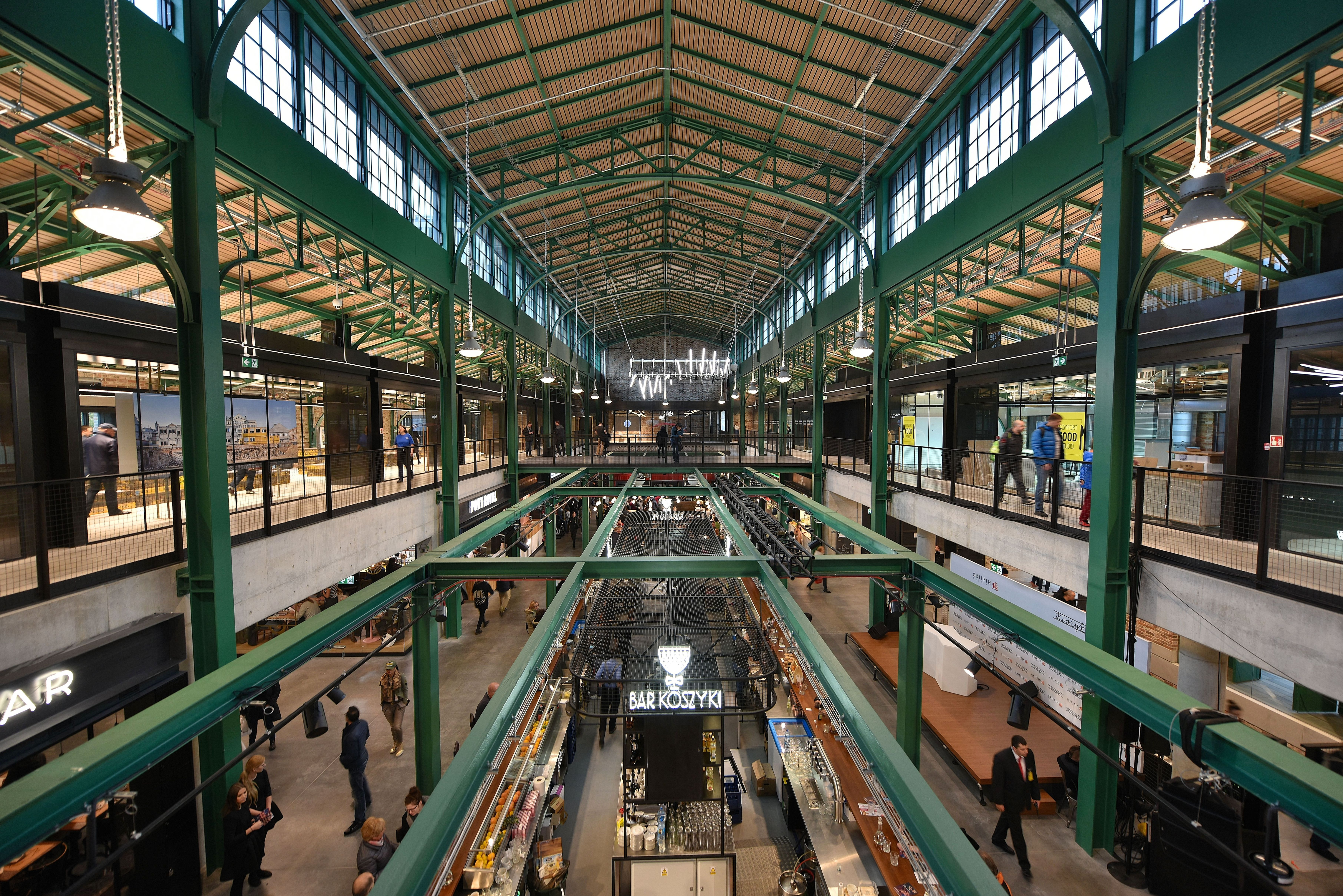
Innenraum der dreigeschossigen Haupthalle heute

Die neu errichtete Markthalle mit den zugehörigen modernen Bürogebäuden wurde von Griffin Real Estate entwickelt und befindet sich noch immer im Portfolio eines Griffin-Fonds (Globalworth). Der Entwurf zum Ensemble stammt aus dem Studio JEMS Architekci. Generalbauunternehmer war die polnische Erbud.
Die Gesamtanlage auf einem knappen Hektar Grundfläche besteht aus der historischen Halle mit ihren beiden zur Straße reichenden Flügelgebäuden, die gleichzeitig Zugang zur Haupthalle sind. Die Halle verfügt über eine Grundfläche von 3.500 Quadratmetern. Jeweils an den Außenseiten der Flügel wurden zwei Bürogebäude mit je sieben oberirdischen Geschossen errichtet. An der Rückseite der Haupthalle befindet sich ein großer Innenhof, der von einem sechsgeschossigen (dritten) Büroneubau, der zwischen Bestandsgebäuden (darunter das kleine Palais Rusiecki) errichtet wurde, abgeschlossen wird.
Die Gesamtnutzfläche des Komplexes beträgt 21.000 Quadratmeter; davon entfallen auf Büroflächen rund 11.000 und auf Handels- und Gewerbeflächen 8.000 Quadratmeter. Die Gebäude sind BREEAM-zertifiziert (Green Accreditation). Im zweiten Untergeschoss befinden sich rund 200 Kraftfahrzeug-Stellplätze. Das Gesamtvolumen der Investition belief sich auf 81 Millionen Euro. Neben vielen weiteren Auszeichnungen erhielt das Projekt den Architekturpreis des Präsidenten Warschaus 2016 (Nagroda Architektoniczna Prezydenta m.st. Warszawy za 2016 r.) als bestes Gewerbeobjekt und ebenso den Hauptpreis des Jahres (Grand Prix 2016).